# Astroworthia
Astroworthia là một chi thực vật có hoa trong họ Xanthorrhoeaceae.